# Česká spořitelna

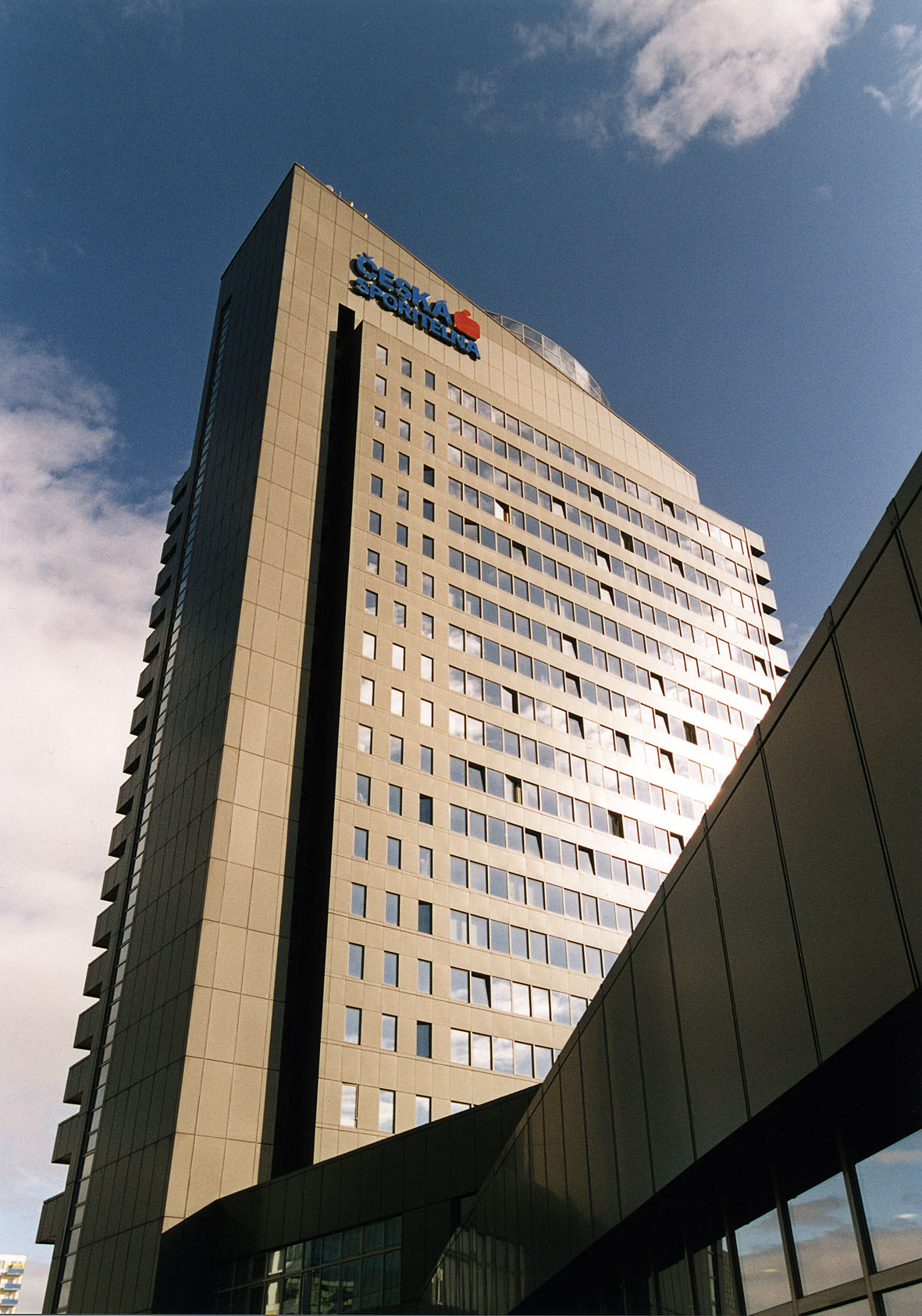
Česká spořitelna sede em Praga.

Česká spořitelna é o maior banco tcheco medido pelo número de clientes (4,7 milhões) com sede em Praga. Faz parte do Grupo Erste, na Áustria.

## Serviços
Os principais clientes são:
- indivíduos
- pequenas e médias empresas
- cidades e municípios
- grandes corporações

Os principais produtos incluem:
- empréstimos
- consultoria em mercados financeiros
- emitiu mais de 3,4 milhões de cartões de pagamento
- fornece cerca de 1.244 caixas eletrônicos, a maior rede da República Tcheca
- banco on-line para cerca de 2,1 milhão de clientes
- cerca de 640 agências incluem serviços de varejo, hipotecas, centros de desenvolvimento etc.

## Dados financeiros
| Ano               | 2000  | 2001  | 2002 | 2003 | 2004 | 2005 | 2006 | 2007 | 2008 | 2009 |
| ----------------- | ----- | ----- | ---- | ---- | ---- | ---- | ---- | ---- | ---- | ---- |
| Lucro líquido     | 0,04  | 1.8   | 5,8  | 7.6  | 8.1  | 9.1  | 10,4 | 12,1 | 15,8 | 12,6 |
| Lucro operacional | 5.6   | 7     | 8,8  | 10,2 | 11,3 | 12,4 | 15,2 | 18,4 | 23,2 | 26,4 |
| Clientes, mln     | n / D | n / D | 5,4  | 5,52 | 5,35 | 5,33 | 5.28 | 5.29 | 5.29 | 5.27 |

| Ano               | 2010 | 2011 | 2012 | 2013 | 2014 | 2015 | 2016 | 2017 | 2018 |
| ----------------- | ---- | ---- | ---- | ---- | ---- | ---- | ---- | ---- | ---- |
| Lucro líquido     | 12,1 | 13,6 | 16,6 | 15,6 | 15.1 | 14,3 | 15,5 | 14,6 | 15,4 |
| Lucro operacional | 26,7 | 25,6 | 26,3 | 22,9 | 22,9 | 21,2 | 20,1 | 19   | 20,8 |
| Clientes, mln     | 5.27 | 5.2. | 5.3  | 5.26 | 4,92 | 4,79 | 4,71 | 4,67 | 4,63 |